# Трео-структури

Трео-iзомери.

Проєкційна формула Фішера

Трео-структури (англ. threo-structures) — у хімії полімерів — структури з різною відносною конфігурацією двох суміжних атомів C головного ланцюга, які мають не однакові замісники a і b по різні боки ланцюга. Назва відповідає номенклатурі вуглеводів.
- Трео-ізомери — діастереомери з двома асиметричними атомами C, біля яких замісники знаходяться з різних сторін у проекційній формулі Фішера.